# Тимьяновый суп
Тимьяновый суп — блюдо каталонской кухни, простой суп на базе хлеба и тимьяна обыкновенного.
При его приготовлении пучок веточек тимьяна отваривается в воде, затем туда добавляют черствый хлеб и разбивают яйцо поверх хлеба. Опционально добавляются соль, перец, чеснок и оливковое масло.
Этому супу посвятил одно из своих произведений (Sopa de farigola) каталонский поэт Жозеп Карнер, называя его золотым супом из скромной травы с сухого утеса.